# The Kick Inside
The Kick Inside (з англ. — «Удар всередині») — дебютний студійний альбом британської співачки й композиторки Кейт Буш, випущений 17 лютого 1978 року.

## Про альбом
The Kick Inside зайняв 3-е місце в чарті Великої Британії.
На одній з фотографій, зроблених для обкладинки дебютного альбому, Кейт Буш зображена повислою на повітряному змії східної розмальовки. Як розповів фотограф Джей Мірдал, ідея фотографії повністю виходила від Кейт, яка виявила великий інтерес при зніманні. Змія зробив батько Кейт. Оскільки знімання зайняло кілька годин, Кейт досить довго висіла на висоті близько півтора метра, що видно по її напруженим м'язам.
Мірдал працював також над оформленням синглу «Wuthering Heights». За словами фотографа, EMI замовили дві фотографії — одну для альбому, іншу — для синглу, і вибрали зі змієм саме для альбому, хоча оформлення «Wuthering Heights» більше подобається Мірдалу, саме його, а не обкладинку The Kick Inside він включив у своє портфоліо.

## Список композицій
Автор музики і слів — Кейт Буш. 
| #     | Назва                                | Тривалість |
| ----- | ------------------------------------ | ---------- |
| 1.    | «Moving»                             | 3:01       |
| 2.    | «The Saxophone Song»                 | 3:51       |
| 3.    | «Strange Phenomena»                  | 2:57       |
| 4.    | «Kite»                               | 2:56       |
| 5.    | «The Man with the Child in His Eyes» | 2:39       |
| 6.    | «Wuthering Heights»                  | 4:28       |
| 7.    | «James and the Cold Gun»             | 3:34       |
| 8.    | «Feel It»                            | 3:02       |
| 9.    | «Oh to Be in Love»                   | 3:18       |
| 10.   | «L’Amour Looks Something Like You»   | 2:27       |
| 11.   | «Them Heavy People»                  | 3:04       |
| 12.   | «Room for the Life»                  | 4:03       |
| 13.   | «The Kick Inside»                    | 3:30       |
| 43:13 |                                      |            |

## Учасники запису
- Іен Бернсон — гітара, вокал, пляшки
- Кейт Буш — вокал, клавішні
- Падді Буш — гармоніка, мандоліна, вокал
- Баррі Де Соуза — ударні
- Девід Кац — скрипка
- Пол Ко — гітари
- Брюс Лінч — бас-гітара
- Данкан Макей — орган, синтезатор, клавішні, електропіано, клавінет
- Алан Паркер — гітара
- Ендрю Пауелл — синтезатори, клавішні, електропіано
- Девід Пейтон — бас-гітара, вокал
- Моріс Перт — перкусія
- Алан Скідмор — саксофон
- Стюарт Елліотт — ударні
- Продюсер — Ендрю Пауелл
- Виконавчий продюсер — Девід Гілмор
- Звукоінженер — Джон Келлі

## Чарти
| Чарт (1978)                              | Найвища позиція |
| ---------------------------------------- | --------------- |
| Австралія (Australian Kent Music Report) | 3               |
| Бельгія (Belgian Ultratop)               | 2               |
| Данія (Danish Hitlisten)                 | 5               |
| Нідерланди (Dutch Mega Albums Chart)     | 1               |
| Фінляндія (Finnish Charts)               | 2               |
| Франція (French SNEP Albums Chart)       | 3               |
| Німеччина (Media Control Albums Chart)   | 21              |
| Японія (Japanese Oricon LPs Chart)       | 37              |
| Нова Зеландія (NZ Albums Chart)          | 2               |
| Норвегія (VG-lista)                      | 4               |
| Португалія (Portuguese Albums Chart)     | 1               |
| Швеція (Swedish Albums Chart)            | 8               |
| Велика Британія (UK Albums Chart)        | 3               |
| Чарт (1979)                              | Найвища позиція |
| Велика Британія (UK Albums Chart)        | 21              |
| Чарт (1980)                              | Найвища позиція |
| Велика Британія (UK Albums Chart)        | 73              |
| Чарт (2005)                              | Найвища позиція |
| Японія (Oricon Albums Chart)             | 204             |
| Чарт (2014 року)                         | Найвища позиція |
| Велика Британія (UK Albums Chart)        | 24              |